# WNBA Draft 2019
Der WNBA Draft 2019 war die 23. Talentziehung der Women’s National Basketball Association und fand am 10. April 2019 in New York City statt. Die erste Runde des Draft wurde landesweit auf ESPN2 ausgestrahlt. Die zweite und dritte Runde waren auf ESPNU zu sehen.
Insgesamt wurden in drei Runden 36 Spielerinnen von den WNBA-Franchises ausgewählt. Mit dem First Overall Draft-Pick wählten die Las Vegas Aces die US-Amerikanerin Jackie Young aus. An zweiter Stelle wurde die US-Amerikanerin Asia Durr von den New York Liberty und an dritter Stelle die US-Amerikanerin Teaira McCowan von den Indiana Fever ausgewählt.

## WNBA Draft

### Runde 1
| Pick | Spielerin           | Nationalität               | WNBA-Mannschaft    | College / Profi-Verein             |
| ---- | ------------------- | -------------------------- | ------------------ | ---------------------------------- |
| 1    | Jackie Young        | Vereinigte Staaten         | Las Vegas Aces     | University of Notre Dame           |
| 2    | Asia Durr           | Vereinigte Staaten         | New York Liberty   | University of Louisville           |
| 3    | Teaira McCowan      | Vereinigte Staaten         | Indiana Fever      | Mississippi State University       |
| 4    | Katie Lou Samuelson | Vereinigte Staaten         | Chicago Sky        | University of Connecticut          |
| 5    | Arike Ogunbowale    | Vereinigte Staaten         | Dallas Wings       | University of Notre Dame           |
| 6    | Napheesa Collier    | Vereinigte Staaten         | Minnesota Lynx     | University of Connecticut          |
| 7    | Kalani Brown        | Vereinigte Staaten         | Los Angeles Sparks | Baylor University                  |
| 8    | Alanna Smith        | Australien                 | Phoenix Mercury    | Stanford University                |
| 9    | Kristine Anigwe     | Vereinigte Staaten Nigeria | Connecticut Sun    | University of California, Berkeley |
| 10   | Kiara Leslie        | Vereinigte Staaten         | Washington Mystics | North Carolina State University    |
| 11   | Brianna Turner      | Vereinigte Staaten         | Atlanta Dream      | University of Notre Dame           |
| 12   | Ezi Magbegor        | Australien                 | Seattle Storm      | Melbourne Boomers                  |

### Runde 2
| Pick | Spielerin         | Nationalität        | WNBA-Mannschaft    | College / Profi-Verein                |
| ---- | ----------------- | ------------------- | ------------------ | ------------------------------------- |
| 13   | Sophie Cunningham | Vereinigte Staaten  | Phoenix Mercury    | University of Missouri                |
| 14   | Han Xu            | Volksrepublik China | New York Liberty   | Xinjiang Magic Deer                   |
| 15   | Chloe Jackson     | Vereinigte Staaten  | Chicago Sky        | Baylor University                     |
| 16   | Jessica Shepard   | Vereinigte Staaten  | Minnesota Lynx     | University of Notre Dame              |
| 17   | Megan Gustafson   | Vereinigte Staaten  | Dallas Wings       | University of Iowa                    |
| 18   | Natisha Hiedeman  | Vereinigte Staaten  | Minnesota Lynx     | Marquette University                  |
| 19   | Marina Mabrey     | Vereinigte Staaten  | Los Angeles Sparks | University of Notre Dame              |
| 20   | Cierra Dillard    | Vereinigte Staaten  | Minnesota Lynx     | University of Buffalo                 |
| 21   | Bridget Carleton  | Kanada              | Connecticut Sun    | Iowa State University                 |
| 22   | Kennedy Burke     | Vereinigte Staaten  | Dallas Wings       | University of California, Los Angeles |
| 23   | Maite Cazorla     | Spanien             | Atlanta Dream      | University of Oregon                  |
| 24   | Anriel Howard     | Vereinigte Staaten  | Seattle Storm      | Mississippi State University          |

### Runde 3
| Pick | Spielerin         | Nationalität        | WNBA-Mannschaft    | College / Profi-Verein          |
| ---- | ----------------- | ------------------- | ------------------ | ------------------------------- |
| 25   | Paris Kea         | Vereinigte Staaten  | Indiana Fever      | University of North Carolina    |
| 26   | Megan Huff        | Vereinigte Staaten  | New York Liberty   | University of Utah              |
| 27   | María Conde       | Spanien             | Chicago Sky        | Wisła Can-Pack Kraków           |
| 28   | Caliya Robinson   | Vereinigte Staaten  | Indiana Fever      | University of Georgia           |
| 29   | Morgan Bertsch    | Vereinigte Staaten  | Dallas Wings       | University of California, Davis |
| 30   | Kenisha Bell      | Vereinigte Staaten  | Minnesota Lynx     | University of Minnesota         |
| 31   | Ángela Salvadores | Spanien             | Los Angeles Sparks | Porta XI Ensino                 |
| 32   | Arica Carter      | Vereinigte Staaten  | Phoenix Mercury    | University of Louisville        |
| 33   | Regan Magarity    | Schweden            | Connecticut Sun    | Virginia Tech University        |
| 34   | Sam Fuehring      | Vereinigte Staaten  | Washington Mystics | University of Louisville        |
| 35   | Li Yueru          | Volksrepublik China | Atlanta Dream      | Guangdong Vermilion Birds       |
| 36   | Macy Miller       | Vereinigte Staaten  | Seattle Storm      | South Dakota State University   |